# Sympodomma vitreum
Sympodomma vitreum är en kräftdjursart som beskrevs av Lomakina 1967. Sympodomma vitreum ingår i släktet Sympodomma och familjen Bodotriidae. Inga underarter finns listade i Catalogue of Life.